# Phylica mundii
Phylica mundii är en brakvedsväxtart som beskrevs av Neville Stuart Pillans. Phylica mundii ingår i släktet Phylica och familjen brakvedsväxter. Inga underarter finns listade i Catalogue of Life.